# Honda Vigor
El Honda Vigor en japonés: ホンダ・ビガー, romanizado: Honda Bigā es un sedán premium derivado del Honda Accord. Se vendió en Japón a través de la red de concesionarios Honda Verno desde 1981 hasta 1995, y se vendió en Norteamérica desde junio de 1991 (año modelo 1992) hasta 1994 como Acura Vigor. Los primeros Vigor eran versiones más sofisticadas del Accord y sirvieron como buque insignia de Honda hasta la llegada del Honda Legend. En 1989, el Vigor se diferenciaría aún más del Accord con un estilo único y un motor de cinco cilindros longitudinal disponible, y se introdujo un gemelo del Vigor con el Honda Inspire, disponible en los concesionarios Honda Clio.
Fue reemplazado en Norteamérica por el Acura TL y en Japón por el Honda Sabre/Inspire, que eran el mismo vehículo vendido a través de diferentes redes.
La tercera generación de Vigor de cinco cilindros se desarrolló durante lo que se conoció en Japón como la burbuja japonesa de precios de los activos o "economía de la burbuja".

## Primera generación (SZ/AD)
A partir del 25 de septiembre de 1981, Honda produjo una variante del Honda Accord con el distintivo de Honda Vigor solo para Japón. La primera generación del Vigor fue un sedán de 4 puertas y un hatchback de 3 puertas de grado superior, con el motor de 1.8 L como el único motor disponible, utilizando el sistema CVCC-II de Honda. El Vigor era un Accord más deportivo, más rápido y "vigoroso" con un mayor nivel de equipamiento que el Accord más tranquilo. Debido al mayor nivel de equipamiento orientado al lujo, el Vigor ayudó a "preparar el escenario" para que el mercado aceptara un automóvil equipado de lujo de Honda, que apareció en 1985 con el Honda Legend. El Vigor compitió con el Toyota Chaser y el Nissan Laurel en Japón. La implementación de la iluminación trasera consistió en la placa de matrícula instalada en el parachoques, con una pieza de moldura negra entre las luces traseras y la palabra "Vigor" inscrita. El Accord instaló la placa de matrícula trasera entre las luces traseras.
Este motor utilizó la configuración SOHC CVCC-II de 3 válvulas por cilindro, acoplada a una transmisión manual de 5 velocidades o automática de 4 velocidades con un convertidor de par de bloqueo. Los vehículos con transmisión manual y carburador CVCC obtuvieron 13,6 km/L (38 mpg-imp; 32 mpg-US) según las pruebas de emisiones del gobierno japonés utilizando 10 modos diferentes de estándares de escenarios y 110 PS (81 kW; 108 bhp), y 23 km/L (65 mpg-imp; 54 mpg-US) a velocidades mantenidas constantemente a 60 km/h (37.3 mph). Los vehículos con PGM-FI obtuvieron 13.2 km/L (37 mpg-imp; 31 mpg-US) según las pruebas de emisiones del gobierno japonés usando diez modos diferentes de estándares de emisión, con 130 CV (96 kW; 128 bhp) y 22 km/L (62 mpg-imp; 52 mpg-US) mantuvieron velocidades consistentemente a 60 km/h (37.3 mph). Los compradores japoneses estaban sujetos a un impuesto de circulación anual más alto que otros productos Honda con motores más pequeños.
Los elementos que eran opcionales en el Accord, como el control de crucero, el aire acondicionado con control automático de velocidad del ventilador y la temperatura monitoreada termostáticamente, las ventanas eléctricas con un toque rápido del conductor hacia abajo y la dirección asistida eran estándar en el Vigor. Una computadora de viaje que mostraba el kilometraje, el tiempo de conducción y el ahorro de combustible que Honda llamaba en la literatura del folleto de ventas "Navegador Electrónico" también era estándar en el Vigor. Todos los Vigors también estaban equipados con cinturones de seguridad ELR (Retractor de bloqueo de emergencia). Uno de los elementos opcionales del Vigor era un Electro Gyrocator, el primer sistema de navegación automático en el automóvil del mundo. Otros artículos incluyeron instrumentación digital, frenos antibloqueo en las cuatro ruedas , una selección de sistemas estéreo de Alpine Electronics, Clarion y Pioneer, rines de aleación (13 in) y soporte ajustable para los muslos en el asiento del pasajero delantero.
A partir de 1985, los niveles de equipamiento que se ofrecieron fueron MG, ME y ME-R para el sedán. Los paquetes de ajuste anteriores eran VXR, VX y VL, todos usando la configuración de inducción CVCC-II. El sistema de inyección de combustible de Honda se ofreció en el VTL-i y VT-i. El hatchback Vigor estaba disponible con los paquetes de equipamiento MX-T y el ME-T hasta que fue reemplazado por el hatchback de 2 puertas Honda Integra en 1984. Los paquetes de equipamiento anteriores para el hatchback Vigor eran el TXL, TX y TU que usaban el carburador, y el TT-i con inyección de combustible. Los vehículos equipados con inyección de combustible ya no utilizan el sistema CVCC. Algunos de los equipos estándar en el hatchback MX-T y los sedanes MG y ME incluían control de crucero, suspensión de nivelación automática en todas las ruedas de dos posiciones, computadora de uso de combustible, estéreo de cassette AM / FM y dos altavoces coaxiales, ventilación de flujo continuo, interior de terciopelo con asientos traseros plegables divididos y una cubierta de carga trasera para los hatchbacks. El hatchback ME-T de nivel más alto y el ME-R también incluían iluminación interior retardada (llamada "iluminación de cine"), cuatro altavoces coaxiales con sistema estéreo, ventanas y seguros eléctricos, frenos de disco delanteros y traseros y dirección asistida sensible a la velocidad .
Con algunas diferencias en el equipamiento disponible entre el Accord y el Vigor, el vehículo era esencialmente el mismo. La producción de un vehículo con dos nombres diferentes permitió a Honda vender el automóvil en diferentes canales de venta en Japón; el Vigor se vendió en los concesionarios Honda Verno y el Accord se vendió en los concesionarios Honda Clio. El hatchback de tres puertas Vigor totalmente equipado ofrecía flexibilidad de transporte de carga sobre el cupé Nissan Leopard de primera generación , que no era un hatchback, un enfoque compartido con el Toyota Supra de primera y segunda generación .
En 1997, Honda reutilizó este enfoque para agregar una versión mejorada del Accord principal, haciendo un modelo más prestigioso y nombrando el nuevo automóvil Honda Torneo.

## Segunda generación (CA1-CA2-CA3)
El 4 de junio de 1985 se presentó el Vigor rediseñado como un sedán de cuatro puertas únicamente. Como antes, el Vigor era un Accord de lujo. El motor 1.8 L B18A de cuatro cilindros ahora se ofrecía con carburadores dobles y un motor 2.0 L B20A más grande se ofrecía como el PGM-FI de Honda, con el motor 1.8 L A18A como oferta básica. El Vigor tenía pequeñas diferencias cosméticas con el Accord, usando una parrilla delantera y luces traseras traseras diferentes, así como una especificación más alta. La adopción de faros ocultos reflejó la popularidad del Honda Prelude, y el nuevo Honda Integra como el Vigor continuó siendo un compañero del Honda Verno en los concesionarios. El Vigor instaló la placa de matrícula trasera en el parachoques trasero, mientras que el Accord instaló la placa de matrícula con sangría en la tapa del maletero. Las designaciones de nivel de equipamiento fueron 2.0 Si, MXL-S, MX, MXL y MF. En mayo de 1987 se introdujo el 2.0 Si Exclusive, con espejos retrovisores laterales retráctiles eléctricos de serie. En septiembre de 1988 se agregó un sistema automático de bloqueo de cambios en el nivel de equipamiento "MXL Super Stage".
La segunda generación del Vigor también se benefició de la decisión de Honda de emplear doble horquilla tanto en la parte delantera como en la trasera, un diseño que se extendió a otros productos Honda en los años siguientes. Aunque es más caro que la suspensión MacPherson de la competencia de sistemas, esta configuración proporcionó una mejor estabilidad y un manejo más preciso para el vehículo. Todos tenían barras estabilizadoras delanteras y los modelos superiores también tenían barras estabilizadoras traseras. Los frenos eran pequeños discos de 4 ruedas con pinzas de doble pistón (solo disponibles en el modelo JDM 2.0-Si), discos más grandes de 4 ruedas con pinzas de un solo pistón o un sistema de disco delantero / tambor trasero. El ABS estaba disponible como opción en los modelos con freno de disco en las 4 ruedas. El modelo base Vigors montaba rines de acero de 13 pulgadas con tapacubos y los modelos más caros tenían la opción de rines de aleación de 14 pulgadas. Como se estableció con el automóvil de primera generación, el contenido de lujo también fue extenso en comparación con los equipos de lujo disponibles de los competidores en ese momento. Algunos de los elementos del 2.0Si de nivel superior incluían un techo corredizo eléctrico de vidrio tintado, frenos antibloqueo en las cuatro ruedas opcionales,

## Tercera generación (CB5/CC2 y CC3)
En el lanzamiento del Accord de cuarta generación en 1989, el Vigor ya no se basaba en el chasis del Accord, sino en un derivado estirado. La tercera generación del Vigor, cumpliendo como el sedán de nivel superior en los concesionarios Honda Verno en Japón, se compartió con el nuevo Honda Inspire y el nuevo Honda Legend de segunda generación, vendido en los concesionarios Honda Clio. El Vigor también se vendió en los Estados Unidos, donde fue identificado como el Acura Vigor de primera generación a partir del año modelo 1992. En Japón, el Vigor compitió contra el Toyota Chaser y el Nissan Laurel. El Vigor en Japón estaba disponible en cuatro paquetes de equipamiento, comenzando con el Tipo N, Tipo E, Tipo W y Tipo X. En mayo de 1991, el paquete Tipo N ya no se ofrecía, y el paquete de equipamiento superior era el Tipo S- Limitado. A partir de enero de 1992, los paquetes de equipamiento fueron 2.5XS, 2.5S, 2.5X, 2.5W, 2.0G y el Type W. En Norteamérica, el Vigor vino en dos paquetes de equipamiento; el LS y el GS de mayor contenido, y el motor de 2,5 L era el único motor disponible. En Japón, el motor G20A más pequeño usaba combustible de grado regular, mientras que el motor G25A más grande usaba combustible de grado premium. Uno de los elementos disponibles opcionalmente fue el procesamiento de señal digital integrado en el sistema estéreo que permitió la modificación del sonido para varios tipos de música.

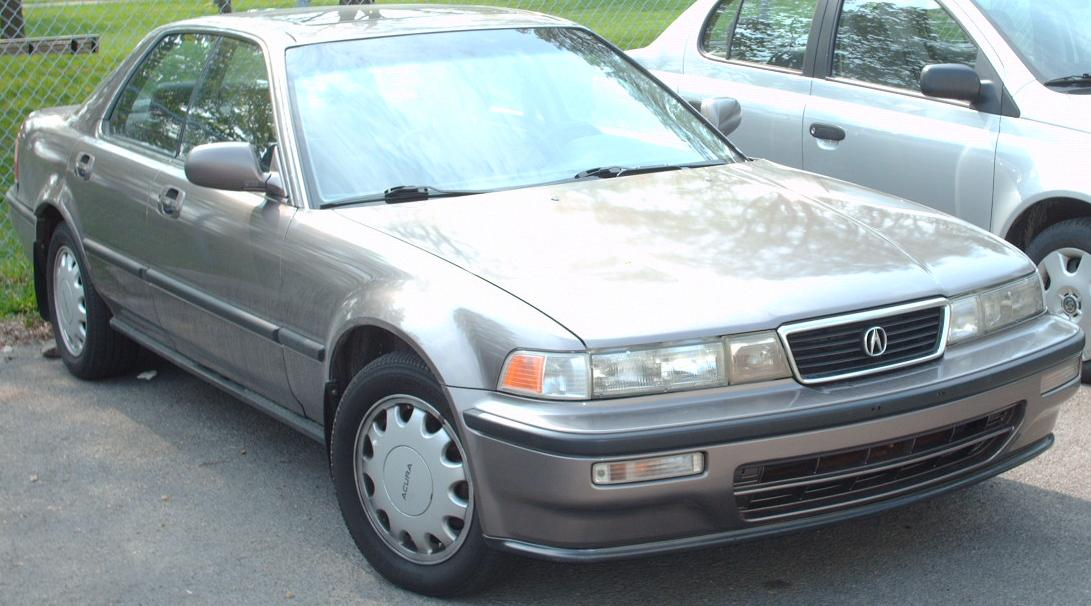
Acura Vigor (Canadá)

La producción de la variante Acura comenzó en 1991 y el vehículo salió a la venta como modelo 1992 en junio de ese año, ubicándose entre el Integra y el Acura Legend en Norteamérica. Para mantener el Vigor clasificado como "compacto" de acuerdo con los requisitos de tamaño del vehículo japonés, el CB5 Vigor más corto y estrecho vendido en Japón estuvo disponible con el motor G20A de 2 litros entre 1989 y 1992, mientras que solo una versión más larga y más ancha ( CC2 y CC3) con el motor G25A se vendió en América del Norte (como un Acura).

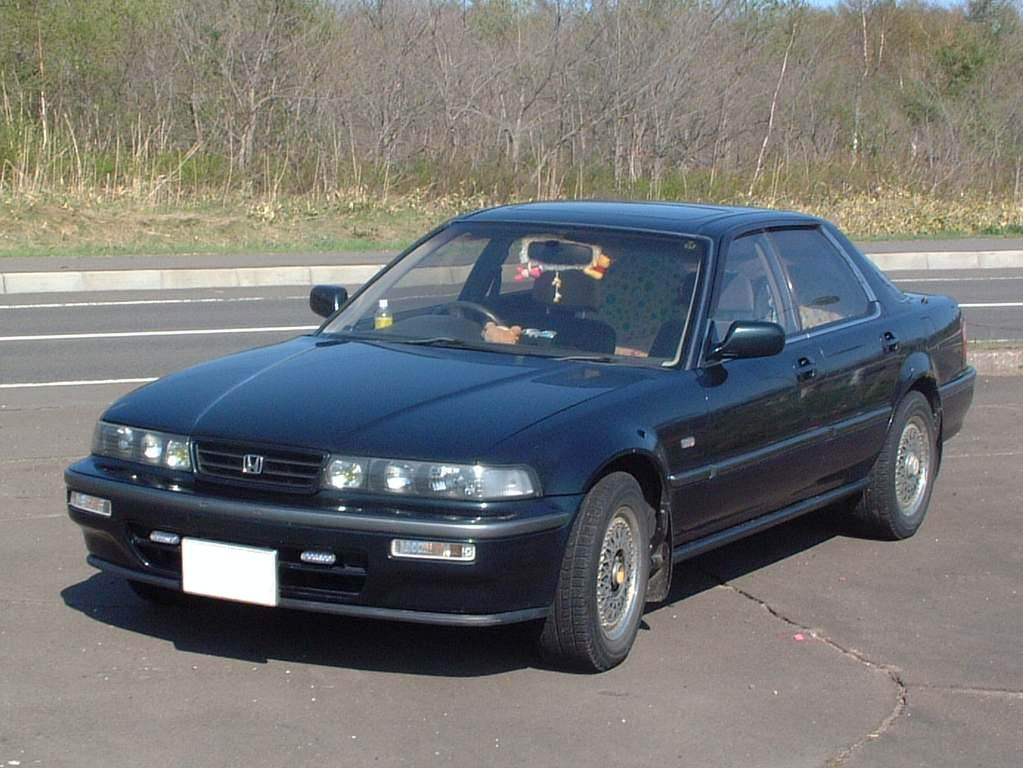
Honda Vigor (estiramiento facial)

La gasolina de cinco cilindros montada longitudinalmente de Honda era el único motor disponible. La transmisión está unida detrás del motor, con un eje de transmisión que envía potencia a la parte delantera del automóvil a un diferencial de deslizamiento limitado instalado asimétricamente que luego suministra potencia a las ruedas delanteras mediante semiejes; esto permitió que el tren motriz permaneciera ligeramente detrás de las ruedas delanteras. Esto también le dio al automóvil una distribución de peso 60:40 de adelante hacia atrás .
Las comparaciones con el Lexus ES 300, que era más espacioso y de conducción más suave, generalmente favorecían al Lexus como la compra más atractiva para el comprador promedio de autos de lujo, mientras que el Vigor era más rígido y más pequeño por dentro.
En respuesta a las revisiones, Acura realizó varios cambios en el Vigor para el año modelo 1994, aumentando el espacio del asiento trasero, suavizando la suspensión y rediseñando la cremallera de dirección para ayudar a aislar al conductor de las imperfecciones de la carretera en un intento de hacer el modelo más como el ES. Las tácticas no tuvieron éxito; los compradores prefirieron el Legend más poderoso como un sedán deportivo y aún parecían preferir el ES como un modelo de lujo de nivel de entrada.
Las malas ventas y la falta de mejora en la respuesta del mercado llevaron a Honda a abandonar el modelo, y la producción terminó el 13 de mayo de 1994. El Vigor fue reemplazado por el Acura TL/Honda Sabre de 1996.